# Manchot royal
Aptenodytes patagonicus
Pour les articles homonymes, voir Manchot.
Espèce
Sous-espèces de rang inférieur
- Aptenodytes patagonicus patagonicus
- Aptenodytes patagonicus halli

Statut de conservation UICN

 LC  : Préoccupation mineure
Le Manchot royal (Aptenodytes patagonicus) est une espèce d'oiseaux de la famille des Spheniscidae. C'est la deuxième plus grande espèce de manchots après le Manchot empereur, avec lequel il forme le genre Aptenodytes.

## Description

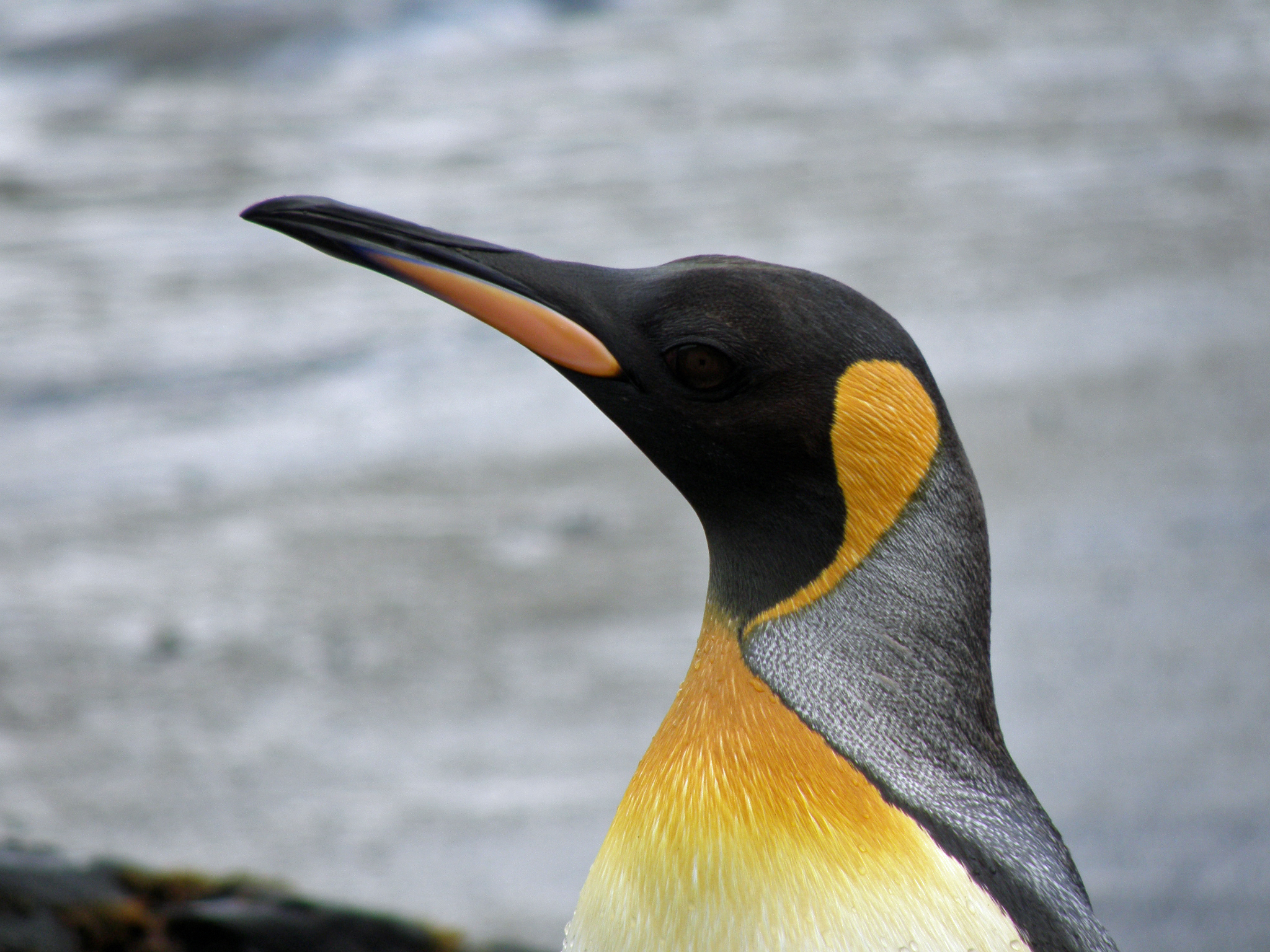
Taches auriculaires.

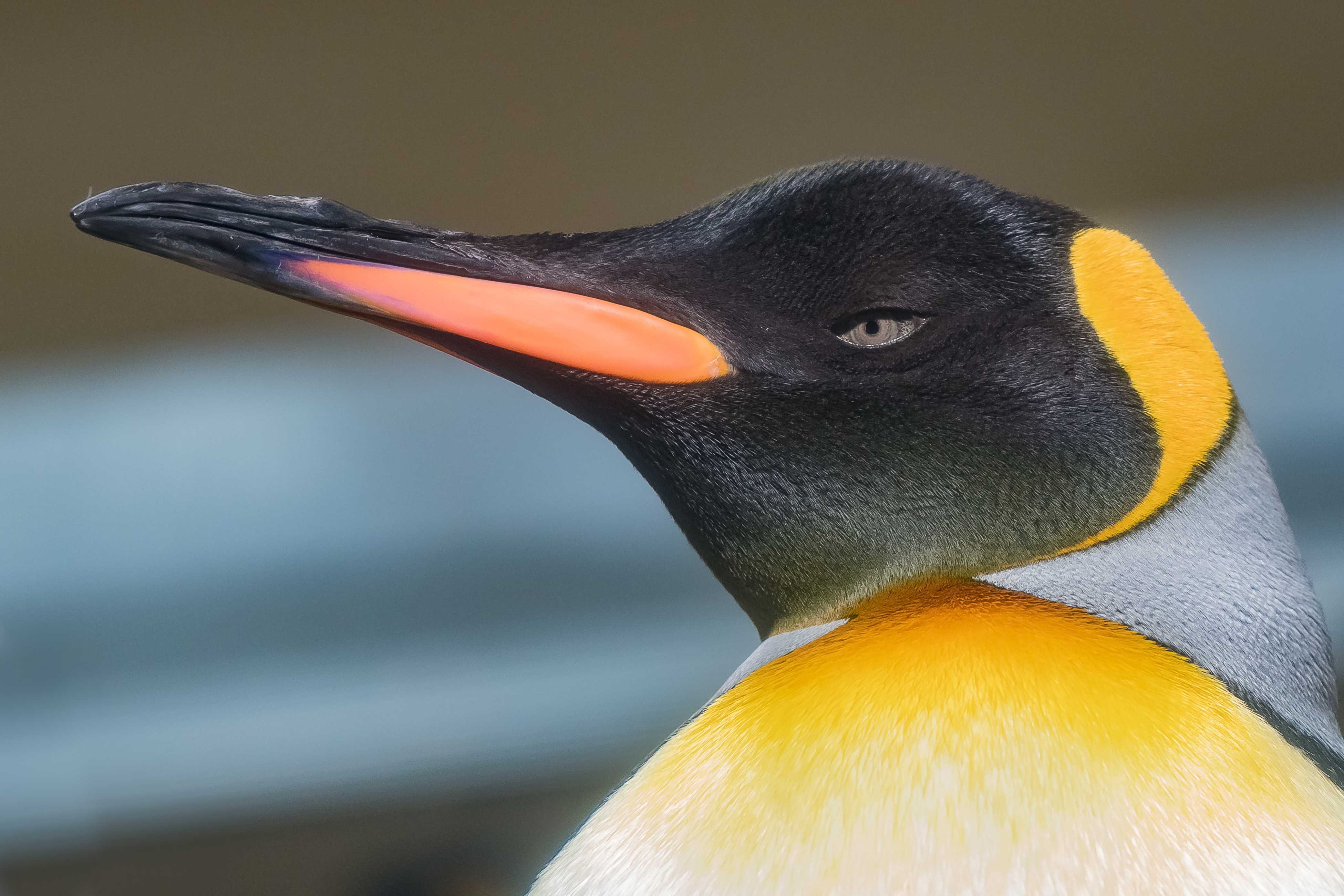
Portrait de manchot royal.

Le manchot royal adulte mesure entre 85 et 95 cm et pèse habituellement entre 12 et 14 kg. Cependant, selon les périodes de jeûne, ce poids peut varier de 8 à 20 kg. La femelle pèse généralement 2 kg de moins que le mâle. Son bec mesure environ 13 cm et ses ailes 34 cm environ.
Cet oiseau ressemble beaucoup au manchot empereur dont il se distingue par la taille plus petite, les taches auriculaires orange vif en forme de cuillère et la base de la mandibule inférieure orange à rougeâtre. Les juvéniles sont plus pâles, avec parfois un bec noir.

## Comportement
Le manchot royal ne se nourrit qu'en mer. Comme tous les manchots, sa forme hydrodynamique et massive lui assure une bonne pénétration dans l'eau tandis que la structure spécifique de son plumage lui assure imperméabilisation et isolation thermique.
Les manchots muent périodiquement pour conserver cette étanchéité. La mue a lieu avant la saison des amours, permettant aux manchots de revêtir un beau plumage attrayant pour les parades.
Les manchots royaux plongent régulièrement à des profondeurs de 70 à 200 m pour se déplacer et pour se nourrir. Ils fréquentent préférentiellement le front polaire car leurs proies favorites, les poissons-lanternes s'y trouvent là à leur moindre profondeur, en moyenne à 145 m, au niveau de la thermocline, couche d'eau marquée par une chute brutale de température.

## Habitat et répartition géographique

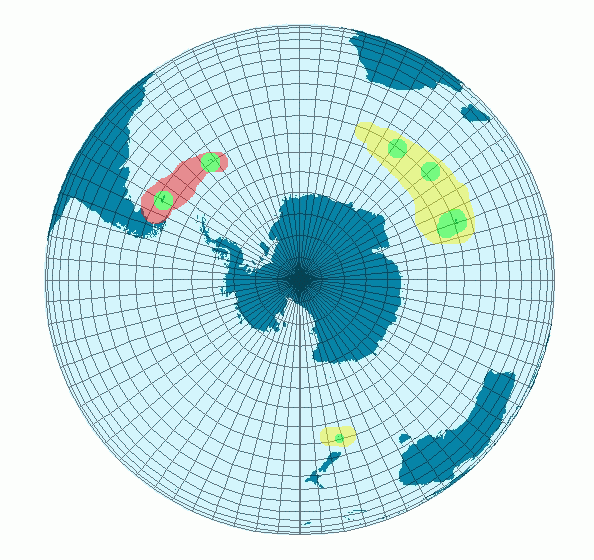
Carte de répartition du Manchot royal

Le manchot royal est divisé en deux sous-espèces : Aptenodytes patagonica  et Aptenodytes patagonica halli.
Sur cette carte, la zone rouge correspond à la distribution du manchot royal patagonica, les zones en jaune à celles du manchot royal halli et celles en vert représentent les zones de reproduction.
Les manchots royaux occupent, en grands rassemblements appelés colonies, les côtes des îles et archipels sub-antarctiques comme les îles Kerguelen et les îles Crozet. L'archipel des Crozet accueille les deux-tiers de la population. En Géorgie du Sud où ils ont été estimés à 450 000 couples en 2005, les colonies peuvent se trouver assez éloignées du rivage et à l'intérieur des champs d'herbes à tussack (Poa flabellata).

## Reproduction

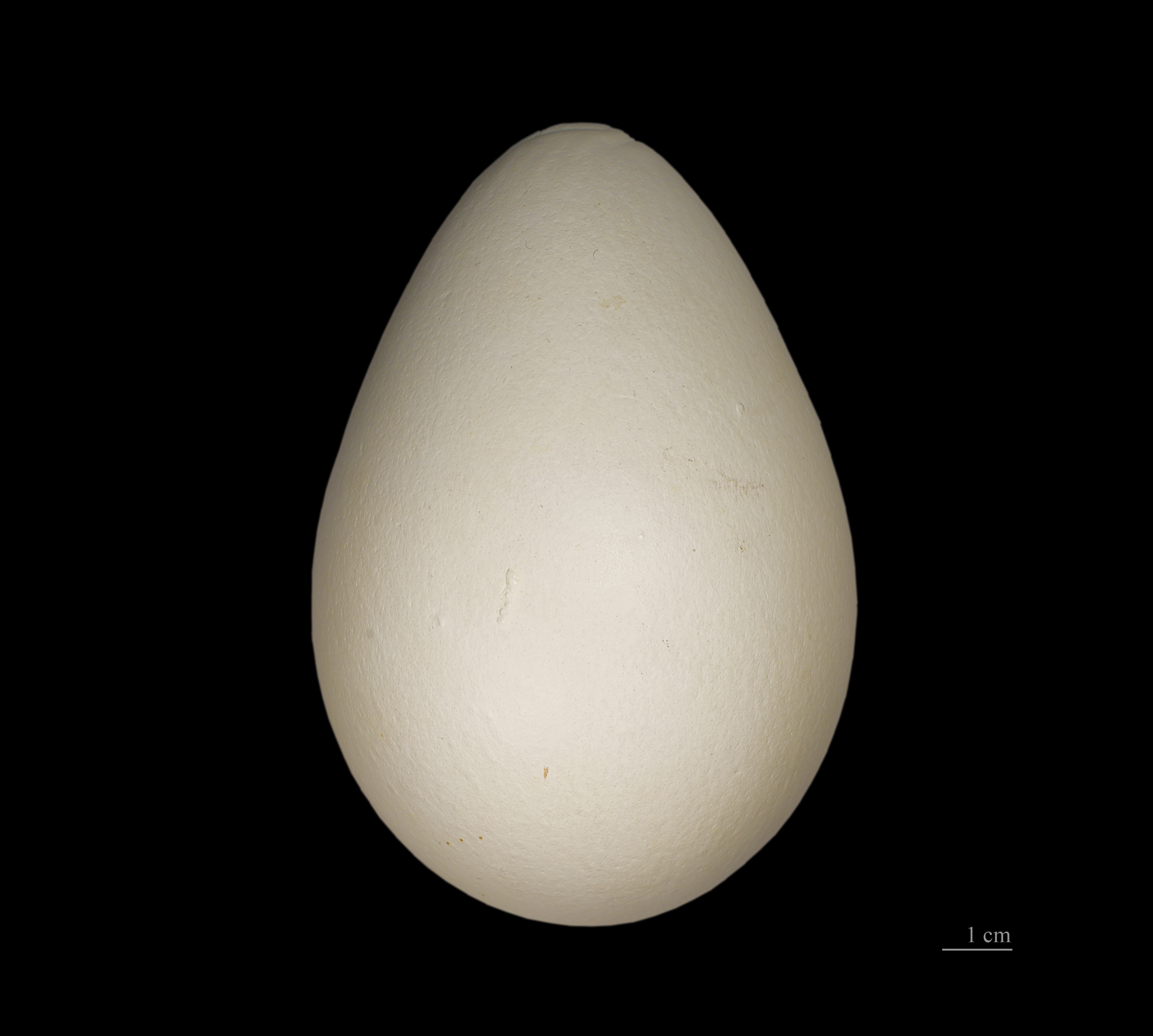
Œuf dAptenodytes patagonicus au Muséum de Toulouse

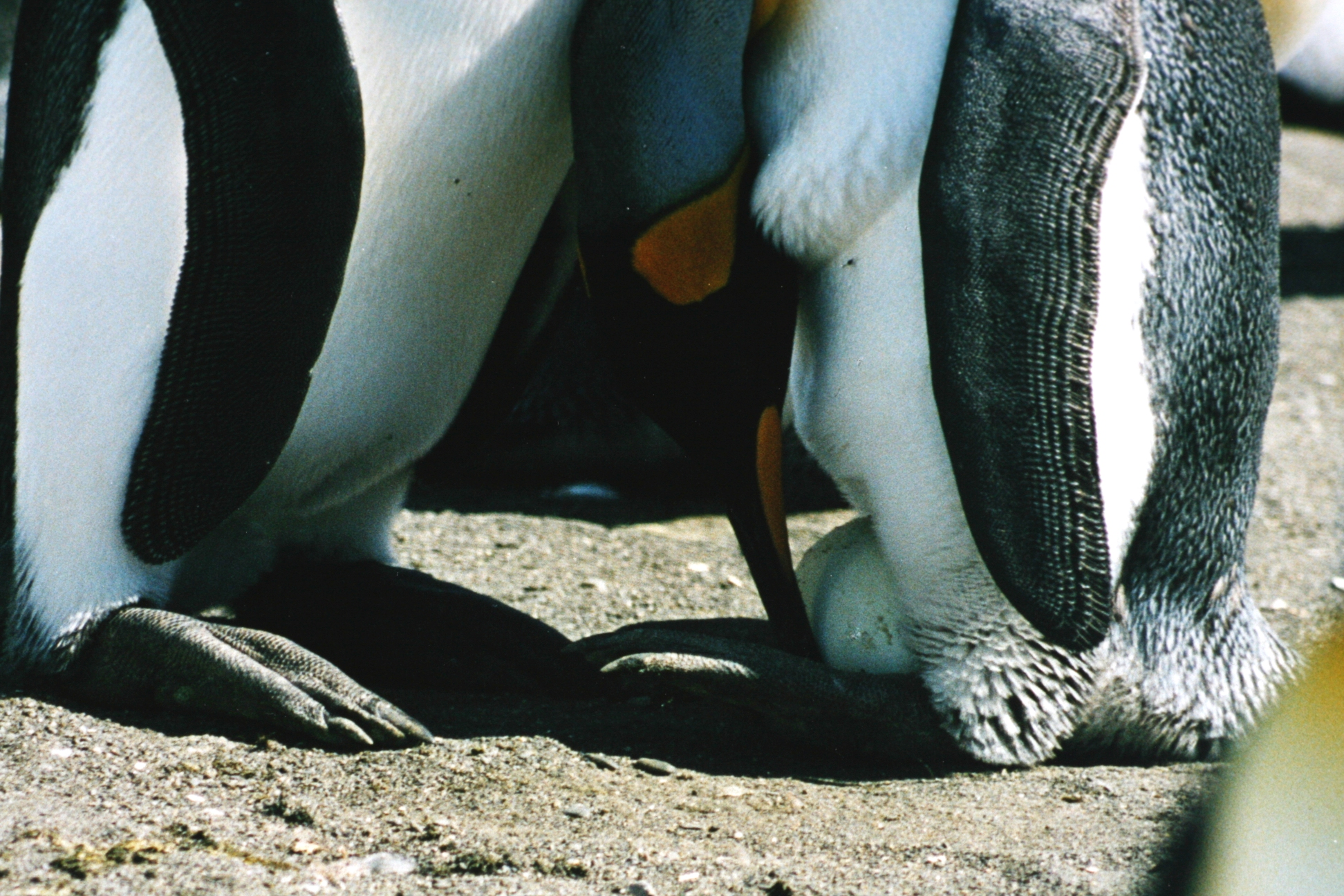
L'œuf entre les pieds d'un des parents.

La saison des amours débute par des jalonnements du mâle en quête d'une partenaire. Lorsque celle-ci répond favorablement, la parade nuptiale peut avoir lieu. Ballet dandinant et prises de bec rituelles mettent en évidence les colorations très vives que les manchots arborent de chaque côté de la tête et qui déterminent l'attirance de l'autre sexe.

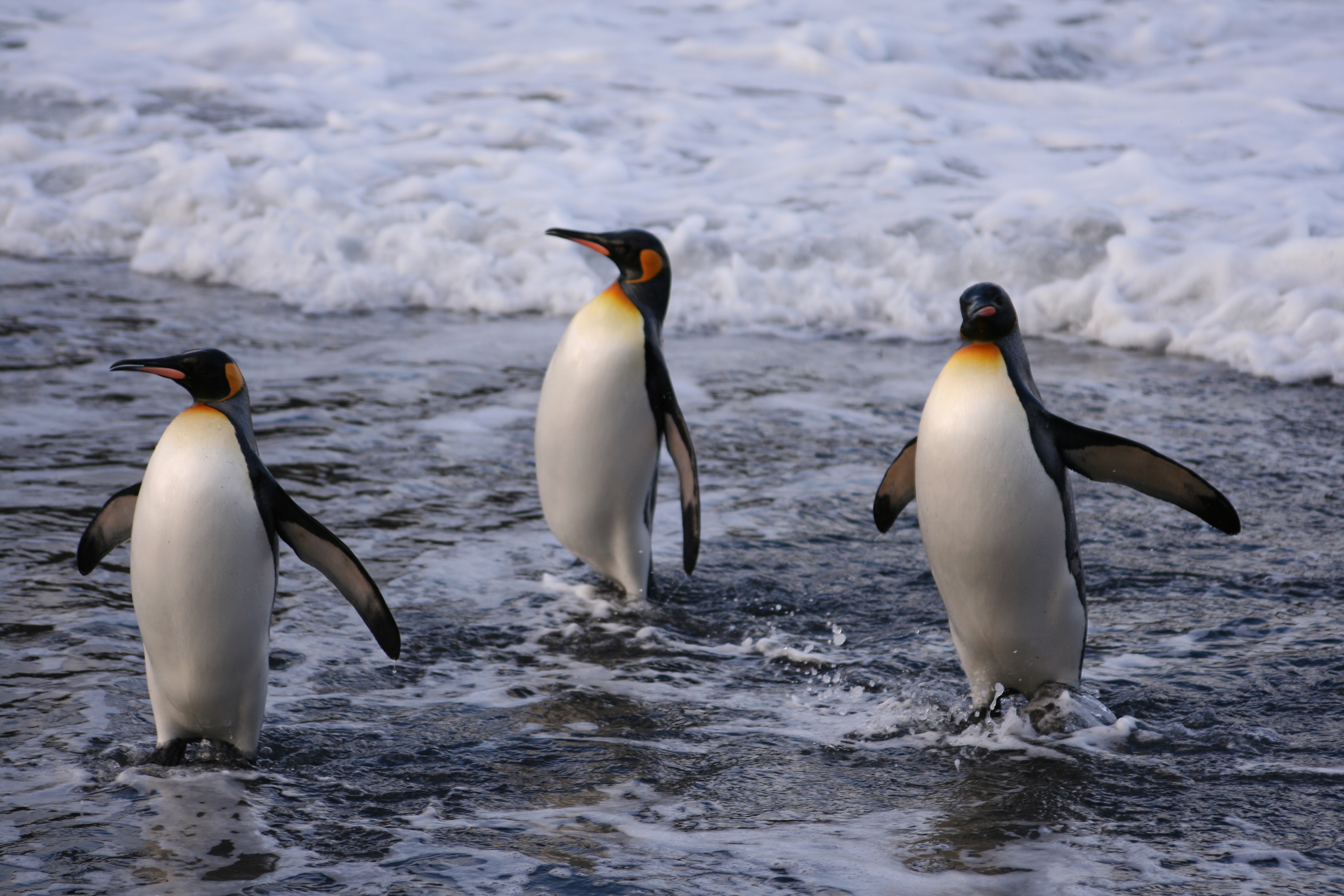
Retour de la pêche. Trois adultes venant nourrir leur poussin

Au contraire de la majorité des autres manchots, le manchot royal ne nidifie pas. En effet, se reproduisant sur des terres très froides, cette particularité permet de faciliter l'incubation. L'unique œuf pondu est donc gardé sur les pieds des parents, recouvert par un repli de peau du ventre. Les manchots restent en couple jusqu'à ce que le poussin soit grand. Ils s'occupent donc tour à tour de l’œuf puis du poussin. Pendant les 55 jours de couvaison de l’œuf, les parents s'en occupent alternativement par périodes de 6 à 18 jours. Celui des parents qui ne couve pas part se nourrir au large. Au retour d'un parent est entamée une action délicate : faire passer l’œuf d'un manchot parent à l'autre. Il arrive parfois que l'œuf se casse pendant cette étape.
Après l'éclosion, les poussins sont encore portés sur les pieds de leurs parents pendant 30 à 40 jours. Le temps que le plumage et le système d'autorégulation de la température corporelle se mettent en place.

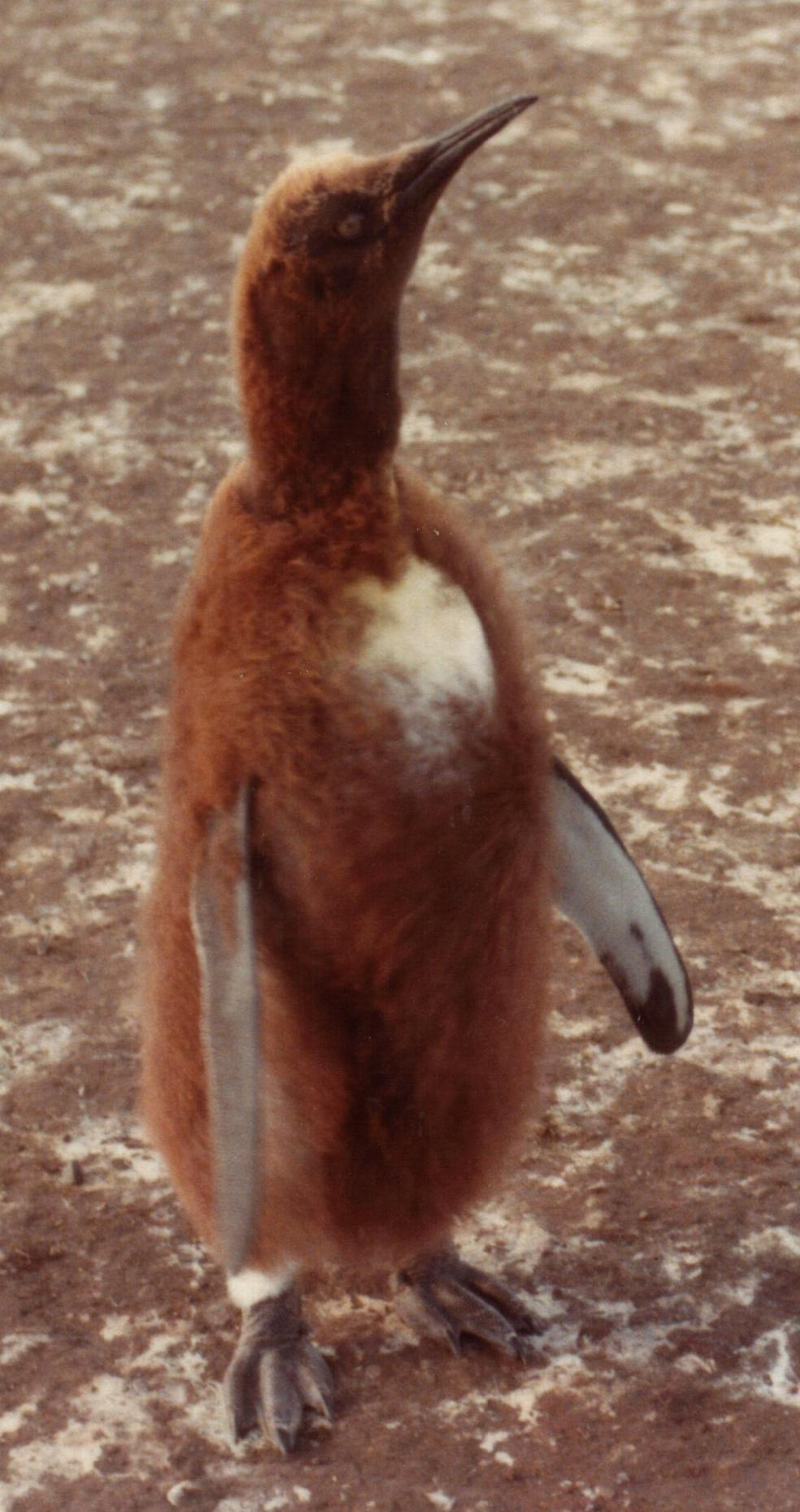
Début de la mue chez le poussin.

Pour nourrir son poussin, le manchot royal part pêcher pendant 2 à 3 semaines, conservant le poisson sans le digérer dans son estomac durant toute cette période,. Le petit est nourri par régurgitation des aliments des parents.
Dès que le petit manchot est suffisamment autonome pour attendre seul, les deux parents le nourrissent conjointement intensivement pendant deux mois. Pendant que les parents sont en mer, les petits de l'ensemble de la colonie sont rassemblés en crèche. Ainsi, les chances de survie d'un poussin sont plus grandes, car cela diminue les risques encourus dus aux prédateurs et au froid.
Les éclosions s'étalent de début janvier à fin mars. Plus un poussin est né tôt dans l'année plus il sera gros avant l'hiver. Entre mai et septembre, les nourrissages des poussins deviennent rares faute de ressources en mer. Les parents pour assurer leur propre survie vont à 2 000 km vers le Sud à la limite de la banquise antarctique. Il peut ainsi se passer plusieurs mois entre deux nourrissages. Un poussin de bonne constitution peut supporter 4 mois et demi de jeûne alors que les plus petits risquent ne pas survivre durant l'hiver.
Au printemps austral, les parents reviennent pour nourrir de nouveau le petit manchot. À ce moment, il mue et pourra prendre la mer (11 mois après sa naissance). Après cela, les parents peuvent enfin reconstituer leurs réserves et muer. Une fois en mer, le petit ne reviendra pour se reproduire à son tour que quand il aura atteint l'âge de 3 ans.
Le cycle de reproduction du manchot royal s'étendant sur 16 mois, il lui est impossible de se reproduire chaque année. Généralement, il se reproduit 2 fois tous les 3 ans. Ce cycle est complexe. En effet, de nombreux oiseaux qui pondent en novembre (reproducteurs précoces) peuvent perdre immédiatement leur œuf et peut-être pondre à nouveau en février, devenant ainsi la même année reproducteurs tardifs. Ce fait s'ajoute à une absence de synchronisme dans les phases de la reproduction.

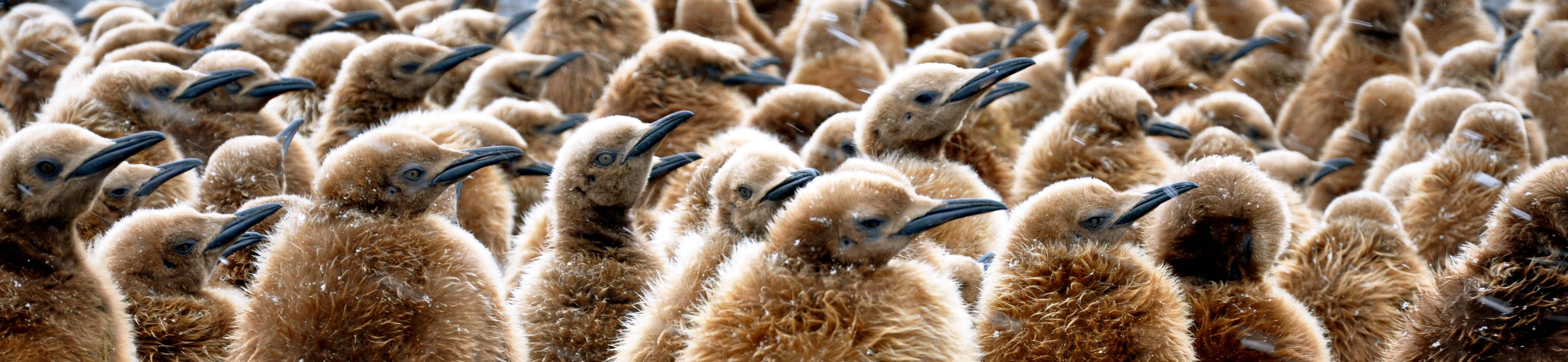
Manchots royaux (Aptenodytes patagonicus) juvéniles

## Prédateurs et mortalité

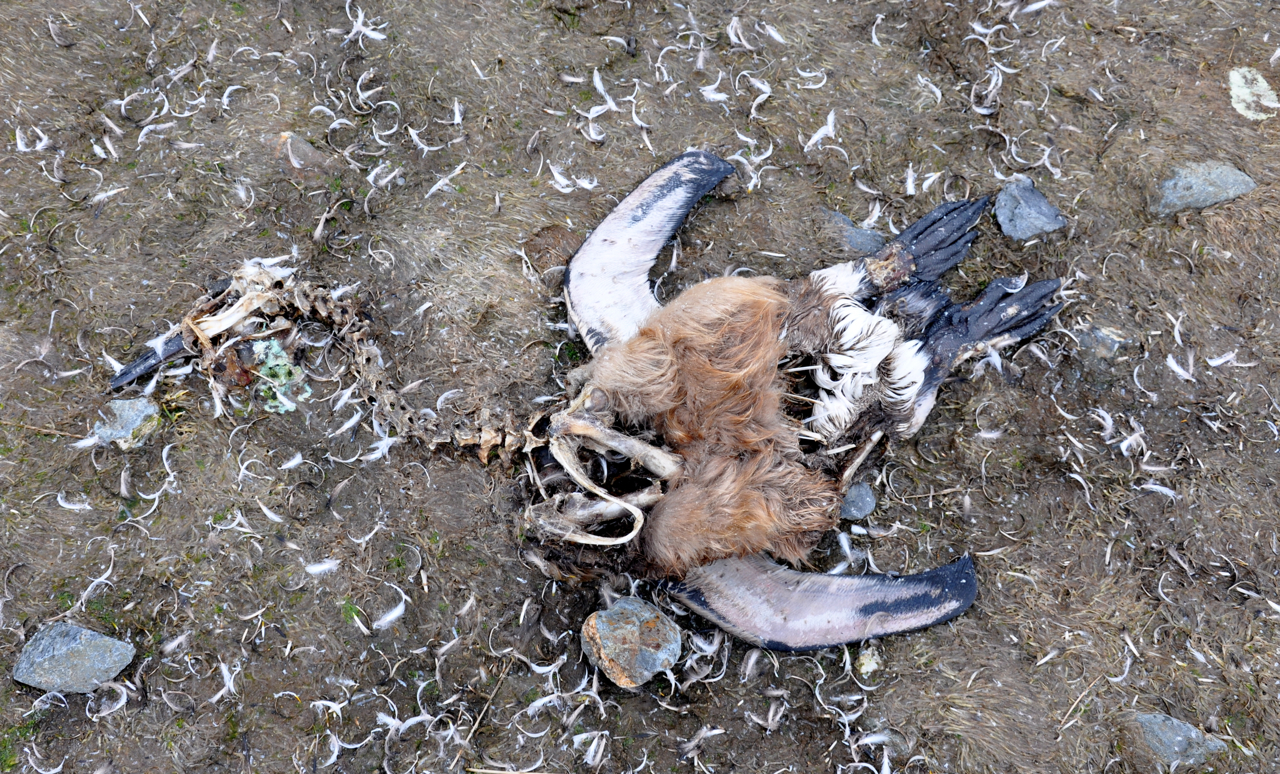
Carcasse d'un jeune Manchot royal en Géorgie du Sud.

Sur terre, des oiseaux-charognards comme le chionis blanc (Chionis albus), le skua (Stercorarius skua), le pétrel géant (Macronectes giganteus) ou bien le pétrel de Hall (Macronectes halli) sont toujours aux aguets, attendent le moment propice pour voler les œufs et pour s'attaquer aux bébés manchots. Leur audace ne connait pas de limite et ils peuvent à plusieurs isoler le manchot avant de le dépecer. Les manchots royaux ne sont en sécurité que lorsque, serrés les uns contre les autres, ils font bloc en forme de tortue contre les attaques de ces oiseaux prédateurs.
Quant au léopard de mer (Hydrurga leptonyx), à l'otarie à crinière (Otaria flavescens) ou à l'orque (Orcinus orca), ils représentent les principaux prédateurs du manchot royal en mer.

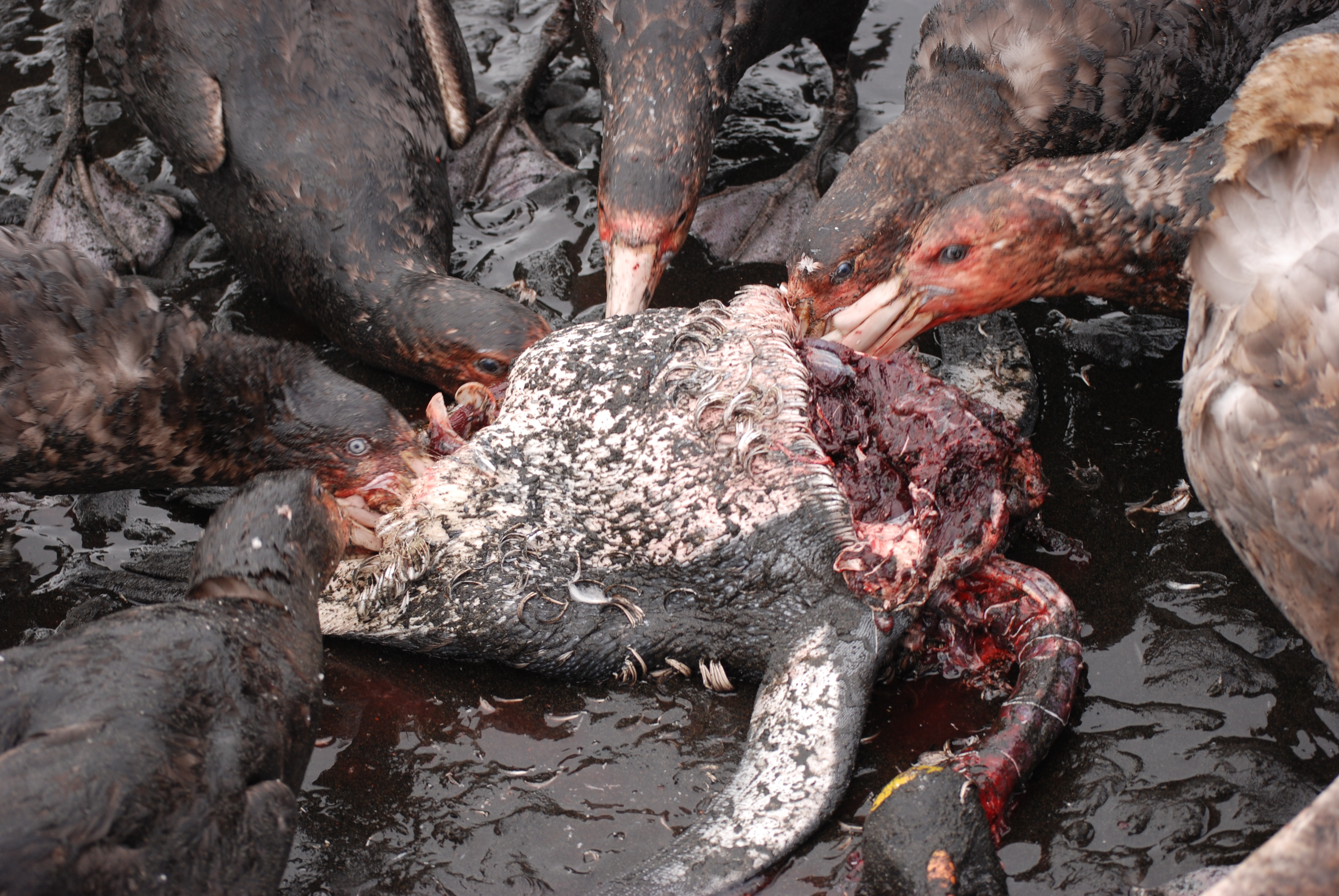
Prédation d'un adulte sortant de l'eau par un groupe de pétrels géant. Archipel Crozet, Île de la Possession.

## Menace d'extinction
Selon une étude de 2007, menée dans l'archipel Crozet, les manchots royaux pourraient prochainement disparaître en raison du réchauffement des eaux de l’océan Antarctique lié au réchauffement climatique. Une montée de la température de la mer, même faible, fait baisser les chances de survie et de reproduction des manchots royaux. Une hausse de 0,20 °C de la température moyenne se traduit par une baisse de 9 % du taux de survie.
Le manchot royal parti s'alimenter en mer descend en fait rejoindre la convergence antarctique — zone de rencontre entre les eaux sub-antarctiques (froides) et polaires (glacées)— durant l'été de l'hémisphère Sud (janvier-février) ce front était auparavant à environ 400 km au sud de Crozet. Avec le réchauffement, à certaines années, ce front se trouve à 600 km, ce qui oblige les manchots royaux à parcourir 400 km supplémentaires aller-retour, avec comme conséquence une fréquence de nourrissage du poussin moins importante. D'après une étude de 2018, 70 % des manchots royaux auront disparu d'ici 2100 s'ils ne quittent par leur habitat naturel.

## Le manchot royal et l'homme
Le manchot royal inspira le peintre suisse Fritz Hug en 1986.
En héraldique, l'espèce figure sur les armoiries des terres australes et antarctiques françaises.
Nils Olav, manchot royal du zoo d'Édimbourg, est la mascotte de la Garde royale norvégienne. Il a été anobli le 15 août 2008.
En Taafien (Dialecte développée par les scientifiques et militaires des TAAF), le manchot royal est appelé Alfred.

## Iconographie

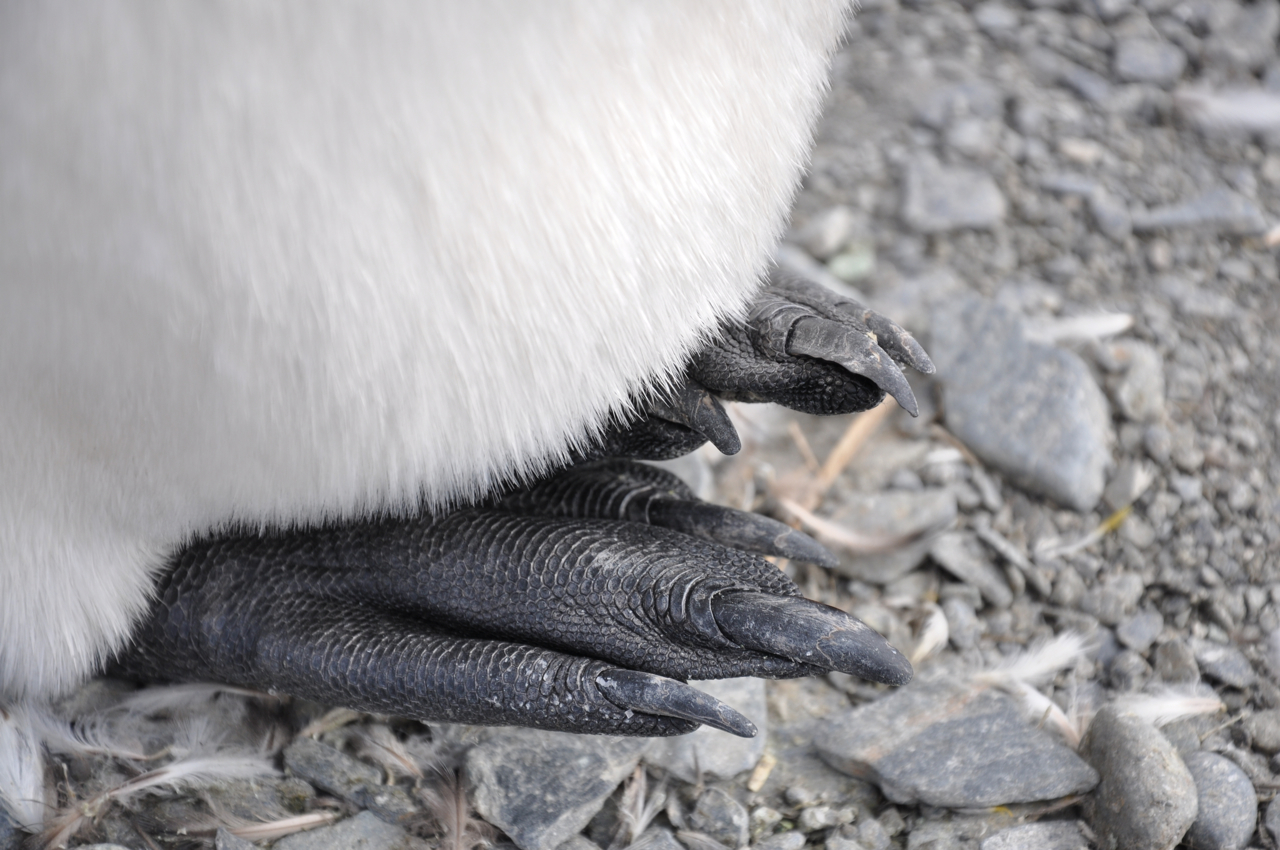
Gros plan sur les pieds.
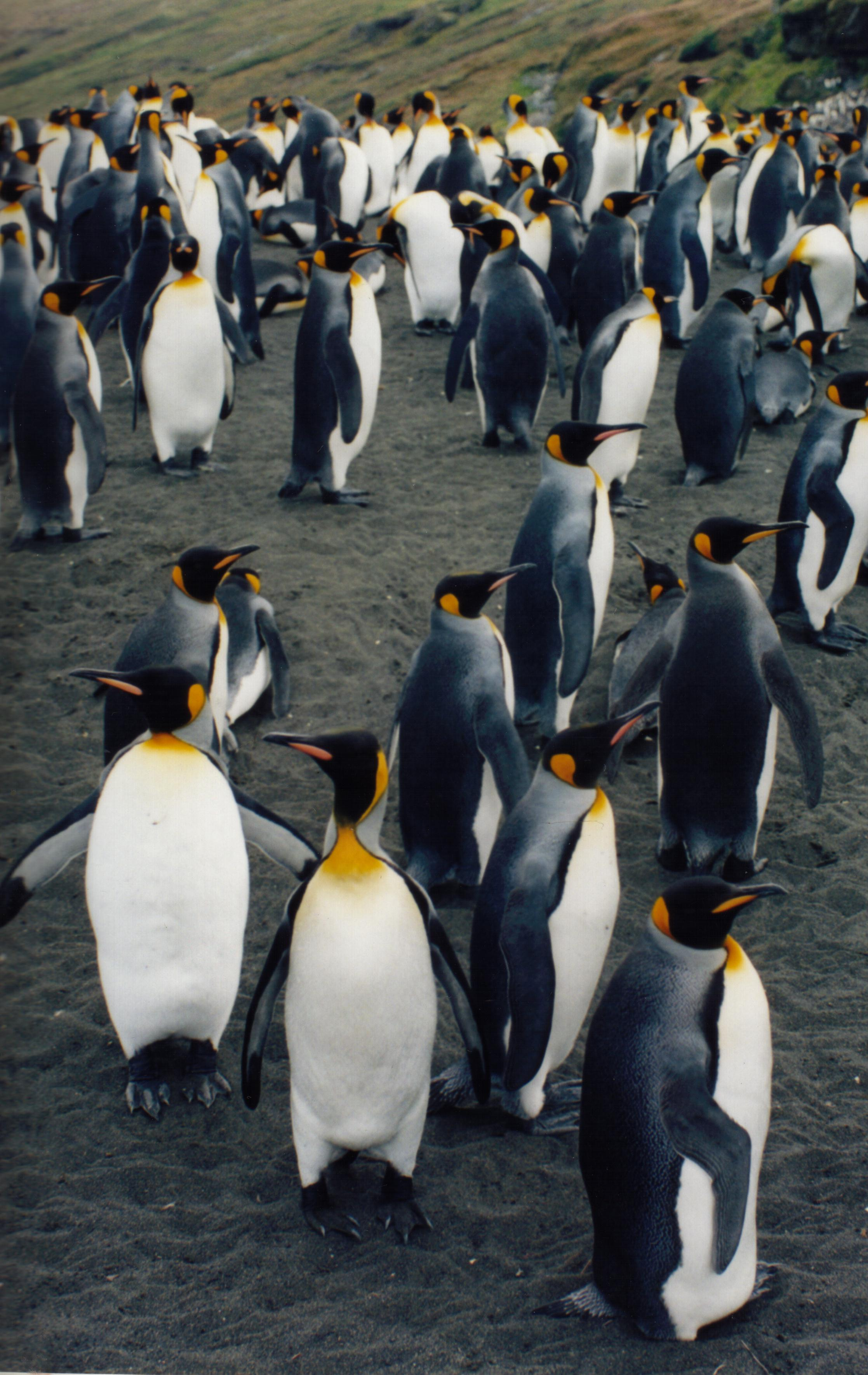
Manchots royaux sur une plage des îles Crozet.
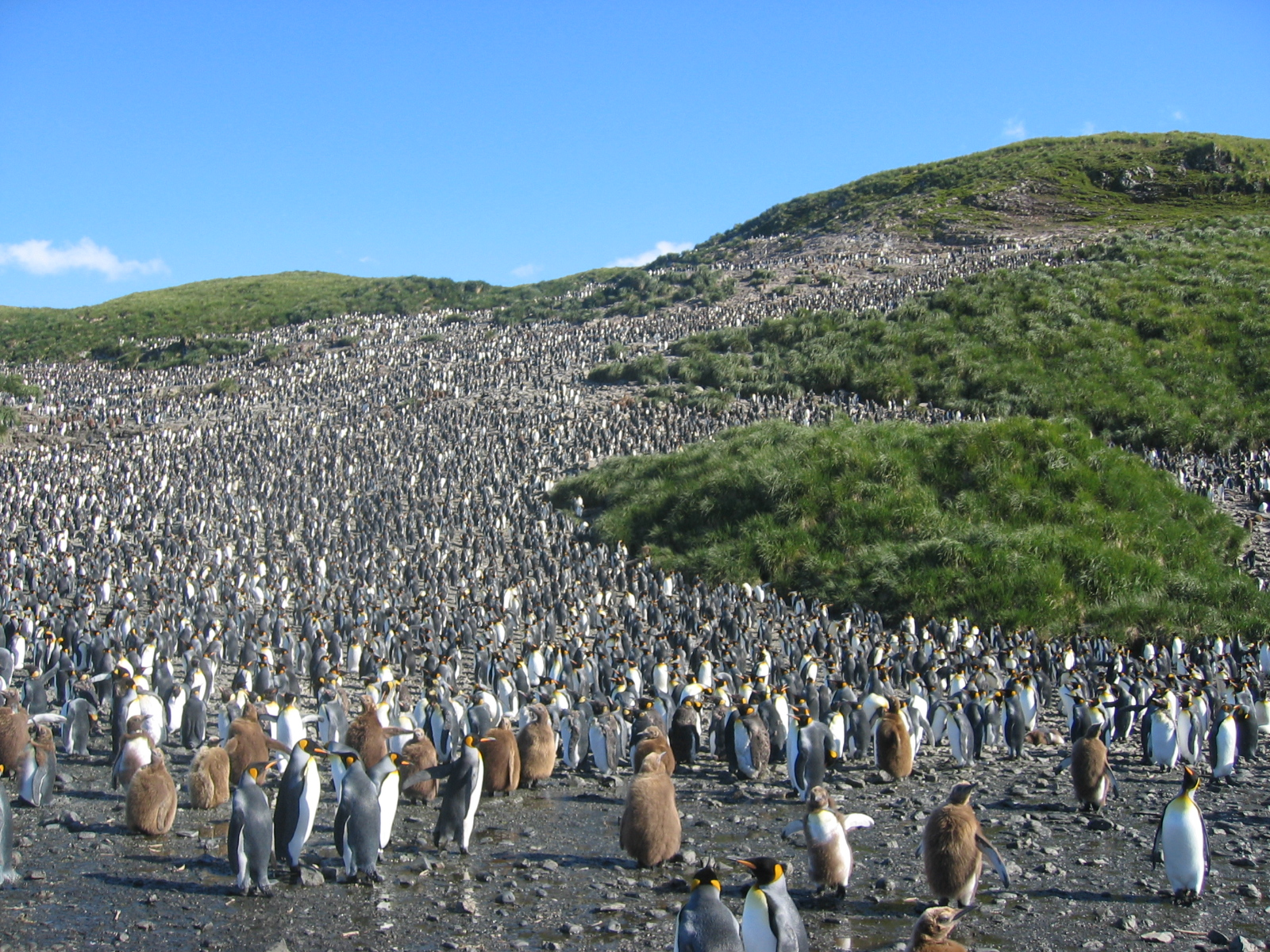
Une colonie de plus de 60 000 individus à Salisbury Plain.
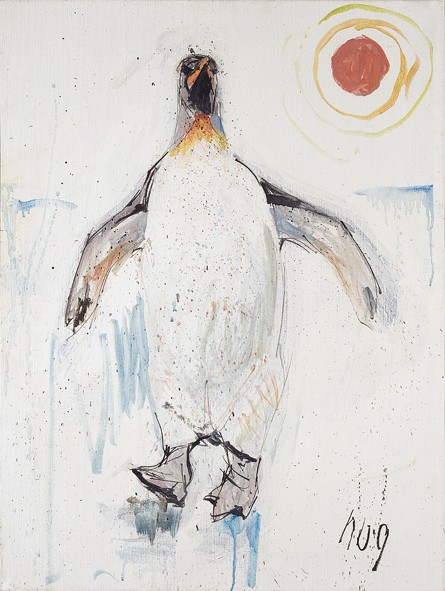
Königspinguin (1986), peinture de Fritz Hug.